# Pterocomma atuberculatum
Pterocomma atuberculatum är en insektsart som beskrevs av Chakrabarti och D. Das 2008. Pterocomma atuberculatum ingår i släktet Pterocomma och familjen långrörsbladlöss. Inga underarter finns listade i Catalogue of Life.